# 阿瓦什低谷
阿瓦什低谷，又译作阿瓦什河下游河谷，位于埃塞俄比亚哈达尔地区，是联合国教科文组织世界遗产的登录名称。阿瓦什低谷地区出土了大量的远古人类化石，其中以1974年发现的52块人类骨骼化石最为著名，经过科学家的后期重组，得到南方古猿露西。

## 地理
阿瓦什低谷是由于非洲大陆主要地区与非洲大陆东北部索马里地区发生断裂而形成的。低谷地区为三角形。

## 登录基准
该世界遗产被认为满足世界遺產登錄基準中的以下基準而予以登錄：
- （ii）在某期间或某种文化圈里对建筑、技术、纪念性艺术、城镇规划、景观设计之发展有巨大影响，促进人类价值的交流。
- （iii）呈现有关现存或者已经消失的文化传统、文明的独特或稀有之证据。
- （iv）关于呈现人类历史重要阶段的建筑类型，或者建筑及技术的组合，或者景观上的卓越典范。